# 告RADIO
『告RADIO』（こくレイディオ）は、音泉とYouTubeで配信されていたラジオ番組シリーズである。

## 概要
TVアニメ『かぐや様は告らせたい〜天才たちの恋愛頭脳戦〜』のWebラジオとして放送されているが、アニメについては告知で触れる程度であり、リスナーからのお便り中心で番組が構成されている。番組ではメール・ハガキ両方でお便りを募集している。
およそ1年周期で番組終了とリニューアルを繰り返して放送している。
第2期は、番組終了後にミニコーナーとして「鈴木崚汰のうるせぇバーカ！ラジオ」を放送していた。
関連番組として2022年3月より、古川慎と鈴木崚汰による「LOVE STREAM」がポットキャスト（Spotify）で配信している。

## 歴史

### 第1期（2018年12月 - 2019年9月）
全30回放送。

#### 『平成最後の告RADIO〜powered by 四宮グループ〜』
アニメ放送の直前である2018年12月14日に放送開始。アニメ放送期間は毎週配信。
お便りは段位制度を採用。メッセージが採用されたり、パーソナリティが面白いメッセージだと判断した際、ハガキで採用された際に段位が上がるシステムである。最高位は名人であったが、到達したリスナーは1人もいない。

#### 『令和最初の告RADIO〜powered by 四宮グループ〜』
新元号に合わせて、タイトルの変更と番組のリニューアルを行う。隔週金曜日配信に変更。
お便りは段位制度から恋マイル制度に変更。メッセージが採用されたり、パーソナリティが面白いメッセージだと判断した際、ハガキで採用された際にマイルが付与されるシステムである。
2019年9月29日の最終回公開録音において、新番組『鈴木崚汰のうるせぇバーカ！ラジオ』（通称「うるバカ」）が始まることが告知され、10月19日に音泉にて配信された。なお、その番組内で新番組『告RADIO ROAD TO 2020』の開始が告知され『うるせぇバーカ！ラジオ』は初回放送において最終回となることが発表された。

### 第2期（2019年11月 - 2020年12月）
全37回放送。

#### 『告RADIO ROAD TO 2020』
2019年11月1日から音泉で配信開始された。隔週金曜日配信。放送回数はリセットされている。
パーソナリティは古賀葵と小原好美の二人が続投し、「うるせぇバーカ！ラジオ」は本編終了後に放送されるミニコーナーとして存続する。うるバカは告RADIO本編とは違い、恋愛に関するコーナーは一切行わず、メールもネタメールが中心で構成されている。
お便りはこれまでのポイントシステムに代わり、パーソナリティが面白いと思ったメッセージだと判断した際ステッカーをプレゼントするという制度になった。
2020年3月に発表された第6回アニラジアワードにて「BEST FEMALE RADIO 最優秀女性ラジオ賞」を受賞（受賞は、古賀葵・小原好美名義）。

#### 『告RADIO 2020』
アニメの第2期放送開始に伴い、4月10日よりさらにリニューアルされ『告RADIO 2020』の配信が開始された。毎週金曜日配信。
2020年4月18日、アニラジアワード受賞記念として、YouTubeにて当ラジオ初となる映像付きでの『鈴木崚汰のうるせぇバーカ！ラジオ』特番が配信された。
2020年12月4日、『告RADIO 2020』が次回をもって最終回となることが発表された。番組名のリニューアルに伴う最終回ではなく、TVアニメ『かぐや様は告らせたい〜天才たちの恋愛頭脳戦〜』のWebラジオ自体が最終回となると発表されていた。

### 第3期（2021年1月 - 2021年12月）
全24回放送。

#### 『告RADIO 3』
2021年1月1日TVアニメ『かぐや様は告らせたい〜天才たちの恋愛頭脳戦〜』の公式サイトとインターネットラジオステーション<音泉>にて『告RADIO 3』の制作決定が発表された。また、同時に番組の初回配信は2021年1月15日からを予定していることが発表された。パーソナリティは古賀、小原に加えて、石上優役の鈴木崚汰の3人が務め、本編とうるバカの実質的な統合となる。
2021年1月15日、予定通り配信開始。隔週金曜日配信。オープニングBGM・エンディングBGM・ジングルは一新されており、放送回数もリセットされている。
2022年5月6日、読売ジャイアンツとのコラボにより、告RADIO第4期放送期間中にうるバカが復活した。それと同時に通常の告RADIOの放送された。
進行役は毎週交代制。毎回番組終了時に、次回の進行役を決定する。

### 第4期（2022年3月 - 2022年12月）

#### 『告RADIO』
2022年3月14日TVアニメ『かぐや様は告らせたい-ウルトラロマンティック-』の公式サイトとインターネットラジオステーション<音泉>にて『告RADIO』の制作決定が発表された。また、同時に番組の初回配信は2022年3月22日からを予定していることが発表された。パーソナリティは古賀、小原の2人が務める。
2022年3月22日、予定通り配信開始。毎週火曜日配信。オープニングBGM・エンディングBGM・ジングルは一新されており、放送回数もリセットされている。
2022年12月26日、第29回が本当の最終回となり、これ以降配信はされていない。

## パーソナリティ
- 古賀葵（四宮かぐや役）
- 小原好美（藤原千花役）
- 鈴木崚汰（石上優役）第2期はミニコーナー担当。第3期メインパーソナリティ。

## ゲスト

### 第1期
- 第8回 - 古川慎
- 第11回 - halca
- 第12回 - 花守ゆみり
- 第16回 - 古川慎、鈴木崚汰、花守ゆみり
- 第28回 - 浅川梨奈
- 第30回 - 鈴木崚汰

### 第2期
- 第5回 - 花守ゆみり、富田美憂
- 第6回 - パーソナリティ：古川慎、鈴木崚汰（特別配信）
- 第13回 - 花守ゆみり
- 第14回 - 古川慎
- 第21回 - 富田美憂、日高里菜
- 第22回 - 福原遥
- 第23回 - 鈴代紗弓
- 第24回 - 古川慎、鈴木崚汰

## コーナー

### 第1期
告川柳
恋愛に関する川柳を募集するコーナー。
平成最後の恋愛必勝法
リスナーが思う恋愛必勝法を募集するコーナー。
実録！平成 恋の事件簿
平成時代に体験した恋愛のエピソードや事件を募集するコーナー。
ラブ告白は突然に
古賀、小原の2人がキュンとする告白セリフを募集するコーナー。シチュエーションや設定は自由。

### 第2期
恋愛できない一言
パーソナリティの2人が、思わず「恋愛できねーよ！」と言いたくなるようなセリフを募集するコーナー。
おかわわわ判定
会長の猫耳姿を見た四宮かぐやのリアクション「おかわわわ」にちなんで、四宮かぐや役の古賀葵が「おかわわわ」と言ってしまうエピソードを募集するコーナー。古賀が投稿を「おかわわわ」「お可愛いこと」「脳に花湧いてるのかしら？」の3段階で判定する。稀にこの3段階以外の判定も出ることがある。
うるせぇバーカ！
リスナーが「うるせぇバーカ！」と思った出来事、エピソードを募集するコーナー。リスナーを「OBB軍団」と呼ぶ。パーソナリティは鈴木崚汰。テーマソングはナッシュミュージックライブラリーの「With (inst2)」が使用されている。
当コーナーで鈴木が「す」と呼ばれるようになり、これが鈴木の愛称として定着することとなった。
アオハルかよ！
「アオハルっぽいエピソード」を募集するコーナー。アオハルと判定されたら鈴木崚汰歌唱の楽曲、「アオハル」が流れる。また、この楽曲は2020年10月25日サンシティ越谷にて開催のスペシャルイベント『かぐや様は告らせたい on Stage 〜秀知院音楽譚〜』内にて鈴木崚汰本人による歌唱がファンの前で初披露された。
私の恋愛3ヶ条
リスナーの恋愛をする上で「絶対に譲れない3ヶ条」を募集するコーナー。相手への条件、自分の心構え、お互いの約束事など設定は自由。
青春妄想物語
リスナーの妄想で考えた青春物語を募集するコーナー。青春であると判定されたものには花守ゆみり歌唱の楽曲、「春色リップ」が流れる。
恋愛仮説！
リスナーの考える「恋愛においての仮説」を募集するコーナー。

### 第3期
140文字のつぶやき（第1回 - 第15回）
思わず「いいね」をしたくなるような恋愛ポエム系つぶやきを文字数は140文字以内で送るコーナー。MCがその文面に対していいね「する」「しない」を判定する。
スリーバイフォー（第1回 - 第15回）
古賀、小原、鈴木の3人がお題の質問に4文字で答えるコーナー。
告RADIO値（第16回 - ）
送られてきた数字をパーソナリティ3人が当てるコーナー。
アナタヘ「ありがとう。」（第16回 - ）
失恋メールを紹介するコーナー。紹介した後には、日高里菜の｢ありがとう。｣が流れる。

### 第4期
自称恋愛の達人（第1回 - ）
「我こそは恋愛の達人である」というリスナーから様々な恋愛テクニックを送って貰うコーナー。メールが読まれたら1P、ナンバー1に選ばれたメールには2Pとなる。番組最終回の時点でポイント上位の方には豪華プレゼントと恋愛達人の称号が与えられる。
告RADIO式恋愛ランキング（第1回 - ）
リスナーから様々な恋愛の場面においての「答え」を送って貰い、頂いた答えを番組が特段と偏見でTOP3ランキングにして発表する。

## 受賞歴
- 第6回アニラジアワード[6]
  - BEST FEMALE RADIO 最優秀女性ラジオ賞（古賀葵、小原好美名義）
- 第7回アニラジアワード[7]
  - BEST MALE AND FEMALE RADIO 最優秀男女ラジオ賞（古賀葵、小原好美、鈴木崚汰）

## エピソード
- 第1期では紙芝居や絵本など、メールハガキ以外のお便りが数多く届いていた（番組で募集したものではなくリスナーが勝手に送ってきたものである）。
- リスナーの悪ふざけが目に余る場合は、「出禁」もしくは「牢屋行き」扱いになることがある。「出禁」「牢屋行き」になったリスナーは、ハガキで反省文を送る必要があった。第2期に放送していた「うるバカ」では、のろ気メールを送ってきたリスナーを出禁にしたことがある。
- 第1期の通常回では、アニメのメインキャストの中で唯一鈴木の出演が無かった（最終回のイベントにサプライズゲストとして登場）。
- an超バイトの企画で『かぐや様は告らせたい〜天才たちの恋愛頭脳戦〜』のプロモーション現場にて四宮かぐや様に仕える、“四宮グループ専属の執事”を募集したことがある。その企画の一環で、当番組でもアシスタント企画を行った[8]。

## ラジオCD
ラジオCD「平成最後の告RADIO〜powered by 四宮グループ〜」
上記放送第1回から第12回および新規録り下ろしラジオを収録したCD。2019年5月29日発売。
ラジオCD「令和最初の告RADIO〜powered by 四宮グループ〜」
上記放送第13回から第23回および新規録り下ろしラジオを収録したCD。2019年9月25日発売。
DJCD「令和最初の告RADIO〜powered by 四宮グループ〜」
新規録り下ろしラジオを収録したCD。2019年9月25日発売。
ラジオCD「令和最初の告RADIO〜powered by 四宮グループ〜」vol.2
上記放送第24回から第30回および新規録り下ろしラジオを収録したCD。「鈴木崚汰のうるせぇバーカ！ラジオ」第1回（最終回）、「告RADIO ROAD TO 2020」第1〜2回を収録。2020年1月29日発売。
ラジオCD「告RADIO ROAD TO 2020」
上記放送第3回から第9回および新規録り下ろしラジオを収録したCD。
ラジオCD「告RADIO ROAD TO 2020」vol.2
上記放送第10回から第12回および新規録り下ろしラジオを収録。それぞれのパーソナリティが冠を持った「古賀葵の脳に花わいてるのかしラジオ」、「小原好美の森へお帰りラジオ」、「鈴木崚汰のうるせぇバーカ！ラジオ」を収録。2020年5月27日発売。
ラジオCD「告RADIO 2020」
上記放送第13回から第24回および新規録り下ろしラジオを収録。「告RADIO 2020小原好美、鈴木崚汰ver.」、「古賀葵のうるせぇバーカラジオ！」を収録。2020年8月27日発売。
ラジオCD「告RADIO 2020」vol.2
上記放送第25回から第36回および新規録り下ろしラジオを収録。「告RADIO 2020古賀葵、鈴木崚汰ver.」、「小原好美のうるせぇバーカラジオ！」を収録。2021年1月9日発売。